# Náutico FC
Der Náutico Futebol Clube, in der Regel nur kurz Náutico genannt, ist ein Fußballverein aus Boa Vista im brasilianischen Bundesstaat Roraima.
Aktuell spielt der Verein in der Staatsmeisterschaft von Roraima.

## Erfolge
- Staatsmeisterschaft von Roraima: 1968, 2013, 2015

## Stadion
Der Verein trägt seine Heimspiele im Estádio Flamarion Vasconcelos, auch unter dem Namen Canarinho bekannt, in Boa Vista aus. Das Stadion hat ein Fassungsvermögen von 6000 Personen.

## Trainerchronik
Stand: August 2021
| Trainer          | Nation    | von  | bis  |
| ---------------- | --------- | ---- | ---- |
| Chiquinho Viana  | Brasilien | 2008 |      |
| José Tavares     | Brasilien | 2012 |      |
| Serginho Gois    | Brasilien | 2012 | 2013 |
| Fabio Luiz       | Brasilien | 2014 |      |
| Antonino Moreira | Brasilien | 2015 |      |
| Serginho Gois    | Brasilien | 2015 |      |
| Marcelo Pereira  | Brasilien | 2015 | 2016 |
| Zé Henrique      | Brasilien | 2016 |      |
| Fernando Lage    | Portugal  | 2017 |      |
| Júnior Pinho     | Brasilien | 2017 |      |
| Ivan Oliveira    | Brasilien | 2018 |      |
| Ronaldy Barros   | Brasilien | 2019 |      |
| Júlio César      | Brasilien | 2021 |      |